# Шеховцов Антон Володимирович
Антон Володимирович Шеховцов (нар. 11 травня 1978, Севастополь, Кримська область, УРСР, СРСР) — український політолог, фахівець з ультраправих рухів і автор робіт про їхні зв'язки з Росією, а також статей про сучасний фашизм і релігійний екстремізм. Кандидат політичних наук.

## Біографія
Народився 11 травня 1978 році в Севастополі.
Закінчив гімназію імені А. С. Пушкіна в Севастополі. Закінчив Севастопольський національний технічний університет.
У 2000—2002 роках — викладач Європейського університету в Києві.
Під впливом бомбардувань Югославії НАТО і «гострої кризи самоідентифікації» став захоплюватися неоєвразійством. У 2005—2006 роках був координатором Євразійського союзу молоді (ЄСМ) в Севастополі, проте покинув організацію через зміни в політичних поглядах і став працювати разом з політологом Андреасом Умландом, критикуючи ЄСМ і Олександра Дугіна. Журналіст Дмитро Окрест зазначає, що Шеховцов «отримав доступ до літератури і відеоматеріалів для внутрішнього користування, пізніше стане в нагоді для аналізу взаємодії між російськими ультраправими та іноземними симпатиками».
У 2006—2010 роках — аспірант кафедри філософських і соціальних наук Севастопольського національного технічного університету.
У 2010 році в Чорноморському державному університеті ім. Петра Могили під науковим керівництвом кандидата історичних наук, доктора філософських наук, професора Ю. А. Бабінова захистив дисертацію на здобуття наукового ступеня кандидата політичних наук за темою «Нові праворадикальні партії в сучасних європейських країнах: причини електоральної підтримки» (фах — 23.00.02 політичні інститути і процеси). Офіційні опоненти — доктор політичних наук, професор А. С. Романюк і кандидат філософських наук, професор А. Г. Химченко.
У 2010—2012 роках — запрошений науковий співробітник «Групи досліджень радикалізму і нових ЗМІ» (англ. Radicalism and New Media Research Group).
У 2012—2013 року і в червні-грудні 2014 року — запрошений молодший науковий співробітник, а в січня 2016 — липні 2018 року — запрошений науковий співробітник Інституту гуманітарних досліджень за програмою «Україна в європейському діалозі».
У 2015 році працював в Інституті Легатума.
З 2015 року — асоційований науковий співробітник громадської організації «Інститут євроатлантичного співробітництва», заснованої Борисом Тарасюком, який виступає за те, щоб Україна стала членом Європейського Союзу і НАТО. В ході роботи в цій організації зарекомендував себе як прихильник Європейського Союзу, НАТО і демократії, а також — як критик ідеології неоєвразійства і діяльності О. Г. Дугіна.
Його ранні роботи публікувалися російським інформаційно-аналітичним центром «Сова» і британським антифашистським журналом Searchlight британського політичного активіста Джеррі Гейбла. Також є автором статей в журналі Foreign Affairs (видання Ради з міжнародних відносин), на вебсайті openDemocracy, вебсайті Ради з етики у міжнародних відносинах Фонду Карнегі і вебсайті Аспенського інституту. Головний редактор книжкової серії «Дослідження ультраправих» (англ. Explorations of the Far Right у видавництві ibidem-Verlag і член редакційної ради електронного наукового журналу «Фашизм. Журнал порівняльних досліджень фашизму» (англ. Fascism. Journal of Comparative Fascist Studies Journal of Comparative Fascist Studies).

## Заяви
Шеховцов також вказував, що до складу «Азову» входять члени міжнародного неонацистського руху Misanthropic Division, які заявляли, що їхні «чорні ескадрони борються в рядах язичницького батальйону „Азов“ проти покидьків сучасного суспільства — хачів, комуністів, лібералів, азіатів та інших унтерменшів».
В самому полку «Азов» зазвичай заперечують зв'язки з неонацизмом. 2015 року в інтерв'ю USA Today кошилишній на той час учасник полку Андрій Дяченко заявив, що «лише 10-20 %» вояків полку можуть бути неонацистами, не надавши жодних доказів.

## Наукові праці

### Монографії

#### Російською мовою
- Кожевникова Г. В., Шеховцов А. В., Прибыловский В. В., Юдина Н., Ларина Е., Розальская М.  / Сост.: А. М. Верховский, Г. В. Кожевникова. — М. : Центр «Сова», 2009. — 410 с. — ISBN 978-5-98418-017-7. Архівовано з джерела 24 квітня 2021
- Шеховцов А. В. Новые праворадикальные партии в европейских демократиях: причины электоральной поддержки. — Hannover : ibidem-Verlag, 2011. — 250 с. — ISBN 978-3-8382-0180-1.

#### Іншими мовами
- Shekhovtsov A. V.  — Routledge, 2017. — 262 p. — (Routledge Studies in Fascism and the Far Right) — ISBN 978-1-138-65864-6. Архівовано з джерела 16 лютого 2022

### Статті

#### Російською мовою
- Шеховцов А. В. Религиозно-националистический радикализм и политический процесс (на примере Русского православного национал-социалистического движения) //  / Сост. А. М. Верховский. — М. : Центр «Сова», 2007. — С. 209—222. — 1200 прим. — ISBN 5-98418-009-X. Архівовано з джерела 16 січня 2021
- Шеховцов А. В. Правый радикализм: к вопросу о терминологии // Вестник СевГТУ. Вып. 84: Политология. Севастополь: Изд-во СевНТУ, 2007. — С. 154—158.
- Шеховцов А. В. Новый правый радикализм: к вопросу об определении [Архівовано 23 січня 2022 у Wayback Machine.] // Вестник СевГТУ. Вып. 91: Политология. Севастополь: Изд-во СевНТУ, 2008. — С. 141—144.
- Шеховцов А. В. Религия и праворадикальные партии // Актуальные проблемы изучения религиозных процессов в современном мире: междунар. научн.-практ. конф.: тезисы докладов. — Севастополь: Изд-во СевНТУ, 2009. — С. 48-49.
- Умланд А., Шеховцов А. В. «Либеральные демократы» Жириновского перед парламентскими выборами [Архівовано 25 січня 2018 у Wayback Machine.] // Мониторинг общественного мнения: экономические и социальные перемены. № 5 (105). 2011. С. 123—127 (Английский вариант статьи опубликован в «Russian Analytical Digest». 2011. № 102. P. 14-16) (копия [Архівовано 16 серпня 2017 у Wayback Machine.])
- Умланд А., Шеховцов А. В. Праворадикальная партийная политика в постсоветской Украине и загадка электоральной маргинальности украинских ультранационалистов в 1994—2009 гг. [Архівовано 1 квітня 2022 у Wayback Machine.] // Ab Imperio. 2010. № 2. — С. 1—28.
- Шеховцов А. В. Всеукраинское объединение «Свобода»: проблема легитимности борьбы за власть [Архівовано 3 листопада 2017 у Wayback Machine.] // Форум новейшей восточноевропейской истории и культуры. — 2013. — 1. — С. 22-63.
  - Умланд А., Шеховцов А. В. «Philosophia Perennis и 'неоевразийство': роль интегрального традиционализма в утопических построениях Александра Дугина» // Форум новейшей восточноевропейской истории и культуры. — 2011. — № 2. — С. 169—186
  - Шеховцов А. В. Палингенетический проект неоевразийства: идеи возрождения в мировоззрении Александра Дугина [Архівовано 28 січня 2012 у Wayback Machine.] // Форум новейшей истории и культуры. № 2. 2009. — С. 105—126

#### Українською мовою
- Шеховцов А. В. Правий радикалізм в сучасній Греції: загальний контекст і перспективи розвитку [Архівовано 11 квітня 2022 у Wayback Machine.] // Науковий вісник «Гілея»: філософія, політологія, історія. — № 8. — 2007. — С. 182—195.
- Шеховцов А. В. Новий правий радикалізм в Європі як предмет дослідження в вітчизняної і зарубіжної історіографії [Архівовано 23 січня 2022 у Wayback Machine.] // Науковий вісник «Гілея»: філософія, політологія, історія. — № 9. — 2007. — С. 299—312.
- Shekhovtsov A. V. By Cross and Sword: «Clerical Fascism» in Interwar Western Ukraine // Totalitarian Movements and Political Religions[en]. 2007. Vol. 8. №. 2. P. 271—285
- Шеховцов А. В. Особливості політичної культури і електоральна підтримка нових праворадикальних партій в європейських країнах [Архівовано 31 січня 2020 у Wayback Machine.] // Політологічний вісник: Зб-к наук. праць. — К.: ІНТАС. — 2008. — Вип. 37. — С. 237—246.
- Умланд А., Шеховцов А. В. «Націонал-екстремізм, що не відбувся? Праворадикальна політика в Україні та загадка маргінальності українських ультранаціоналістів» [Архівовано 22 січня 2022 у Wayback Machine.] // Політична критика. — 2011. — № 2. С. 17—34

#### Іншими мовами
- Shekhovtsov A. V. The Palingenetic Thrust of Russian Neo-Eurasianism: Ideas of Rebirth in Aleksandr Dugin's Worldview [Архівовано 20 лютого 2022 у Wayback Machine.] // Totalitarian Movements and Political Religions[en]. — Vol. 9. — №. 4. — Abingdon: 2008. — P. 491—506.
- Umland A., Shekhovtsov A. V. Is Aleksandr Dugin a Traditionalist? 'Neo-Eurasianism' and Perennial Philosophy' // The Russian Review, Vol. 68, No. 4 (2009), pp. 662–678.
- Shekhovtsov A. V. Aleksandr Dugin's Neo-Eurasianism: The New Right а la Russe // Religion Compass. — Vol. 3. — №. 4. — 2009. — P. 697—716.
- Shekhovtsov A. V. Apoliteic Music: Neo-Folk, Martial Industrial and 'Metapolitical Fascism' // Patterns of Prejudice[en]. Vol. 43. №. 5. 2009. P. 431—457. (перевод на русский язык [Архівовано 24 лютого 2021 у Wayback Machine.])
- Shekhovtsov A. V. The Creeping Resurgence of the Ukrainian Radical Right? The Case of the Freedom Party // Europe-Asia Studies. 2010. Vol. 62.
- Jacson P., Shekhovtsov A. V. Conclusions: Suggestions for Future Exploration of „Transnational Fascism“ //  / Eds. Paul Jacson, A. V. Shekhovtsov. — Basingstoke : Palgrave Macmillan, 2014. — P. 142—146. — ISBN 978-1-137-39619-8. Архівовано з джерела 26 січня 2018

### Рецензії
- Шеховцов А. В. Рец. [Архівовано 29 жовтня 2020 у Wayback Machine.] на: Roger Griffi n, Werner Loh, and Andreas Umland, eds. [Архівовано 29 жовтня 2020 у Wayback Machine.] Fascism Past and Present, West and East: An International Debate on Concepts and Cases in [Архівовано 29 жовтня 2020 у Wayback Machine.] the Comparative Study of the Extreme Right . [Архівовано 29 жовтня 2020 у Wayback Machine.] Stuttgart: Ibidem-Verlag, 2006. 510 p. [Архівовано 29 жовтня 2020 у Wayback Machine.] ISBN 978-3-8982-1674-6. [Архівовано 29 жовтня 2020 у Wayback Machine.] // Laboratorium. Журнал соціальних досліджень. 2011. № 2. С. 107—110
- Шеховцов А. В. Rafał Pankowski. [Архівовано 26 січня 2018 у Wayback Machine.] The Populist Radical Right in Poland: The Patriots. [Архівовано 26 січня 2018 у Wayback Machine.] London: Routledge 2010 [Архівовано 26 січня 2018 у Wayback Machine.] // Laboratorium. Журнал соціальних досліджень. 2013. № 2. С. 223—225.